# Clayton, Alabama
Clayton är administrativ huvudort i Barbour County i Alabama. Vid 2010 års folkräkning hade Clayton 3 008 invånare.

## Kända personer från Clayton
- George W. Andrews, politiker
- Ann Lowe, modeskapare
- Ariosto A. Wiley, politiker